# Lingua malese di Manado
La lingua malese di Manado, in inglese Manado Malay (a volte Menado), o semplicemente la lingua Manado, è una lingua creola a base di malese parlata a Manado, la capitale della provincia di Sulawesi Settentrionale in Indonesia, e nell'area circostante. Il nome locale della lingua è bahasa Manado, e viene utilizzato anche il nome Minahasa Malay, dopo il principale gruppo etnico che parla la lingua. Poiché il Manado Malay è utilizzato principalmente per la comunicazione parlata, non esiste un'ortografia standard.
Il Manado Malay differisce dal malese standard per avere numerose parole in prestito portoghesi e olandesi come risultato della colonizzazione e per avere tratti come il suo uso di kita come pronome singolare in prima persona, piuttosto che come pronome plurale inclusivo in prima persona. Deriva dal nord delle Molucche malese (Ternate Malay), che può essere evidenziato dal numero di parole in prestito da Ternate nel suo lessico. Ad esempio, i pronomi ngana ("tu", singolare) e ngoni ("tu", plurale) sono di origine Ternate-Tidore.
Si dice che altre forme vernacolari del malese parlate nell'Indonesia orientale, come il Manado Malay e il Papuan Malay, derivino da una forma precedente del malese delle Molucche settentrionali.